# Championnats du monde de triathlon sprint 2022
Navigation
Édition précédente Édition suivante
La 3e édition des championnats du monde de triathlon sprint, organisée par la fédération internationale de triathlon, se déroule à Montréal, au Canada, le 25 juin 2022.
La 3e étape des séries mondiales de triathlon de 2022, sert de support à l'attribution du titre de champion du monde de triathlon sur distance sprint.

## Résultats
| Rang               | Nom                   | Pays        | Temps       |
| ------------------ | --------------------- | ----------- | ----------- |
| Médaille d'or      | Georgia Taylor-Brown  | Royaume-Uni | 24 min 04 s |
| Médaille d'argent  | Cassandre Beaugrand   | France      | 24 min 07 s |
| Médaille de bronze | Beth Potter           | Royaume-Uni | 24 min 15 s |
| 4                  | Alberte Kjær Pedersen | Danemark    | 24 min 25 s |
| 5                  | Summer Rappaport      | États-Unis  | 24 min 42 s |
| 6                  | Taylor Spivey         | États-Unis  | 24 min 44 s |
| 7                  | Sophie Coldwell       | Royaume-Uni | 24 min 47 s |
| 8                  | Jeanne Lehair         | Luxembourg  | 24 min 51 s |
| 9                  | Djenyfer Arnold       | Brésil      | 25 min 11 s |
| 10                 | Verena Steinhauser    | Italie      | 25 min 25 s |

| Rang               | Nom              | Pays             | Temps       |
| ------------------ | ---------------- | ---------------- | ----------- |
| Médaille d'or      | Alex Yee         | Royaume-Uni      | 21 min 55 s |
| Médaille d'argent  | Hayden Wilde     | Nouvelle-Zélande | 21 min 58 s |
| Médaille de bronze | Léo Bergère      | France           | 21 min 59 s |
| 4                  | Jelle Geens      | Belgique         | 22 min 02 s |
| 5                  | Manoel Messias   | Brésil           | 22 min 05 s |
| 6                  | Vincent Luis     | France           | 22 min 08 s |
| 7                  | Pierre Le Corre  | France           | 22 min 11 s |
| 8                  | Jawad Abdelmoula | Maroc            | 22 min 13 s |
| 9                  | Marten Van Riel  | Belgique         | 22 min 41 s |
| 10                 | João Silva       | Portugal         | 24 min 07 s |

| Distances course (kilomètres) | Distances course (kilomètres) | Distances course (kilomètres) |
| Natation                      | Vélo                          | Course à pied                 |
| ----------------------------- | ----------------------------- | ----------------------------- |
| 250 à 500 m                   | 6,5 à 13 km                   | 1,7 à 3,5 km                  |

## Tableau des médailles
| Rang  | Nation           | Or | Argent | Bronze | Total |
| ----- | ---------------- | -- | ------ | ------ | ----- |
| 1     | Royaume-Uni      | 2  | 0      | 1      | 3     |
| 2     | France           | 0  | 1      | 1      | 2     |
| 3     | Nouvelle-Zélande | 0  | 1      | 0      | 1     |
| Total | Total            | 2  | 2      | 2      | 6     |